# Ghost Squad (série télévisée, 2005)
Pour les articles homonymes, voir Ghost Squad.
Ghost Squad (The Ghost Squad) est une série télévisée britannique en huit épisodes de 45 minutes, créée par Tom Grieves et diffusée entre le 15 novembre et le 27 décembre 2005 sur le réseau Channel 4. En France, la série est diffusée depuis le 16 juillet 2006 sur Canal+.

## Synopsis
Après avoir été confrontée au meurtre d'un prévenu dans le commissariat où elle travaille, Amy Harris, jeune détective de police idéaliste, est recrutée pour intégrer la Ghost Squad. Cette unité secrète, dirigée d'une main de fer par Carole McKay, est chargée de lutter contre la corruption policière. Travaillant sous couverture, Amy tente de démasquer d'éventuels collègues malhonnêtes...

## Accroche
Ghost Squad était une unité secrète chargée d'enquêter sur la corruption policière. Elle a été officiellement dissoute en 1998. Mais des rumeurs de son existence persistent...

## Distribution
- Elaine Cassidy (VF : Magali Barney) : Détective Amy Harris
- Emma Fielding (VF : Ariane Deviègue) : Détective Superintendant Carole McKay
- Jonas Armstrong (VF : Alexis Victor) : Détective Pete Maitland
- Cal MacAninch (VF : Laurent Morteau) : Mike Pearce

## Épisodes
1. Enquête parallèle (One of Us)
2. Au cœur du milieu (Hardcore)
3. Un héros ordinaire (Heroes)
4. La Promotion (The Greater Good)
5. Le Dernier Témoin (Firewall)
6. Sans demi-mesure (Necessary Means)
7. Double Jeu [1/2] (Colour Blind [1/2])
8. Double Jeu [2/2] (Colour Blind [2/2])